# Woitkensdorp
Woitkensdorp is een voormalig dorp op het toenmalige eiland Walcheren. Het dorp lag ten noorden van Westkapelle. Omstreeks 1750 is het bij Westkapelle gevoegd. Woitkensdorp werd ook wel Koudorp genoemd.
Woitkensdorp was een zelfstandige ambachtsheerlijkheid met een grootte van 201 gemeten en 83 roeden (± 0,8 km²). Toen ambachtsheer en tevens burgemeester van Westkapelle, Laurens Wisse in 1673 overleed werd de heerlijkheid bij Westkapelle gevoegd en verloor aldus zijn zelfstandigheid. In de 18e eeuw begon Westkapelle in noordelijke richting uit te breiden en omstreeks 1750 werd Woitkensdorp onderdeel van de bebouwde kom van Westkapelle. Tot het het eind van de Tweede Wereldoorlog was dit nog een doodlopende straat. Nu herinnert de Koudorpstraat nog aan dit dorp.

## Schip
Er is zelfs een VOC-schip geweest dat de naam Woitkensdorp droeg. Het werd in 1739 gebouwd bij de werf van de VOC-Kamer Zeeland in Middelburg en voerde meerdere malen van Nederland naar Batavia en Ceylon. Het werd afgelegd in Batavia in 1758.
Steden: Domburg · Veere · Westkapelle

Dorpen: Aagtekerke · Biggekerke · Dishoek · Gapinge · Grijpskerke · Koudekerke · Meliskerke · Oostkapelle · Serooskerke · Vrouwenpolder · Zoutelande

Buurtschappen: Boudewijnskerke · Buttinge · Groot Valkenisse · Hoogelande · Krommenhoeke · Mariekerke · Molembaix · Molenperk · Pitteperk · Poppendamme · Schellach (deels) · Sint-Jan ten Heere · Sint Janskerke

(Voormalige) gehuchten: Geldtienden · Klein Valkenisse · Poppekerke · Rijnsburg · Snabbeldorp · Werendijke · Woitkensdorp · Zanddijk

Zeeland: Steden en dorpen in Zeeland      Nederland: Provincies · Gemeenten